# 細川興祥
細川 興祥（ほそかわ おきさき）は、江戸時代後期の常陸国谷田部藩の世嗣。通称は靱負之助。

## 略歴
播磨国三草藩主・丹羽氏福の三男として誕生した。母は細川興文の娘。初名は氏充。正室は細川興徳の娘。
享和3年（1803年）5月13日、谷田部藩7代藩主・細川興徳の養子となる。前年、興徳の養嗣子・興昶が早世したためである。しかし、文政11年（1828年）10月16日、家督を相続することなく死亡した。42歳であった。広徳寺に葬られる。
養父・興徳は、興祥の養子・興民（榊原政令の三男）を嫡孫とした。

## 系譜
- 父：丹羽氏福（1762-1843）
- 母：細川興文の娘（？-1800）
- 養父：細川興徳（1759-1837）
- 養母：光輪院 - 親姫。細川重賢の娘
- 妻：鉄（1789-1866） - 細川興徳娘
  - 長女：鐸（1810-？） - （細川興民妻のち細川興建妻)
  - 二女